# Paid in Full (canção de Eric B. & Rakim)
"Paid in Full" é uma canção da dupla americana de hip hop Eric B. & Rakim. Escrita e produzida pelos membros do grupo, Eric Barrier e  Rakim Allah, a canção foi lançada como quinto single do álbum de estreia da dupla Paid in Full. "Paid in Full" se tornou o maior sucesso comercial do grupo, ganhando um remix muito popular da dupla britânica Coldcut.

## História
Em 1985, Eric B. iniciou uma busca por um rapper que complementasse seu trabalho nos toca-discos na estação de rádio WBLS de Nova Iorque. Rakim respondeu à sua busca e os dois começaram a gravar faixas juntos no estúdio caseiro de um dos amigos de Rakim, Marley Marl. Após o fundador da Def Jam Recordings, Russell Simmons, ouvir o single de estreia da dupla "Eric B. Is President", ele os levou para assinar com a Island Records e começaram a gravar o álbum de estreia no começo de 1987, alternando no estúdio caseiro de Marley Marl e no estúdio em Manhattan, Power Play Studios. O álbum resultante, Paid in Full, foi lançado em julho de 1987.
A dupla de dance music britânica Coldcut foi encarregada de produzir um remix da canção para que fosse inclusa no single de "Paid in Full". Este remix ganhou o subtítulo de "Seven Minutes of Madness". Quando "Paid in Full" foi lançado como o quinto e single final do álbum, se tornou um sucesso nos clubes americanos. O single experimentou sucesso comercial muito maior nos clubes ao redor do mundo, entretanto, graças ao remix de Coldcut. "Seven Minutes of Madness" se tornou um dos primeiros remixes comercialmente bem sucedidos, se tornando um sucesso em países como Alemanha, Holanda e Reino Unido. Coldcut recebeu 700 libras por seu trabalho no remix. Apesar de seu sucesso, Eric B. classificou o remix como "música disco para garotas"; Rakim, entretanto, o  chamou de melhor remix que já tinha ouvido. Junto com a faixa "Move the Crowd", "Paid in Full" alcançou o número 3 da parada americana  Hot Dance Club Play.

## Paradas
| Parada (1987–88)                               | Pico |
| ---------------------------------------------- | ---- |
| França (SNEP)                                  | 49   |
| O campo songid é OBRIGATÓRIO PARA PARADA ALEMÃ | 12   |
| Países Baixos (Single Top 100)                 | 5    |
| Nova Zelândia (Recorded Music NZ)              | 2    |
| Reino Unido (UK Singles Chart)                 | 15   |
| Estados Unidos (Billboard R&B/Hip-Hop Songs)   | 65   |